# Esperantoplatsen
Esperantoplatsen är en plats i stadsdelen Inom Vallgraven i centrala Göteborg. Den är cirka 100 meter lång och sträcker sig mellan Rosenlundsgatan 2 och Kungsgatan 1.

## Historik
Platsen fick sitt namn 1954 – på initiativ av stadens esperantoklubbar – och bestämdes att förläggas till det område där Arbetarnas bildningsförbund och esperantorörelsen länge haft sin verksamhet.
Runt den blivande Esperantoplatsen fanns då sedan länge olika lager- och industrilokaler, placerade nära kajerna vid Vallgraven och Göta älv. I det gamla bomullsmagasinet (ägt av Göteborgs Stad) flyttade RFSL:s göteborgsavdelning in 1986. Där installerades kafé (Hellmans Café), bokhandel (Rosa Rummet i Göteborg), bibliotek samt en festlokal – Touch. I samband med att Götatunneln började byggas 1999 och huset skulle rustas upp, fick dock RFSL lov att flytta till nya lokaler.
2004 öppnade på Esperantoplatsen ett "språkkafé" , där de anställda behärskade flera språk och diskussioner på dessa språk uppmuntras och olika dagar i veckan tillägnas olika språk.
Sedan ombyggnaden av Esperantoplatsen har det varit ett populärt ställe att skejta på. Torget består av diverse olika curbs, flatgaps, maunalpads och trappor.
Den 11 november 2023 invigdes Sveriges första HBTQI+ monument vid Esperantoplatsen. Monumentet Gläntan är skapat av konstnären Conny Karlsson Lundgren.  

## Bilder

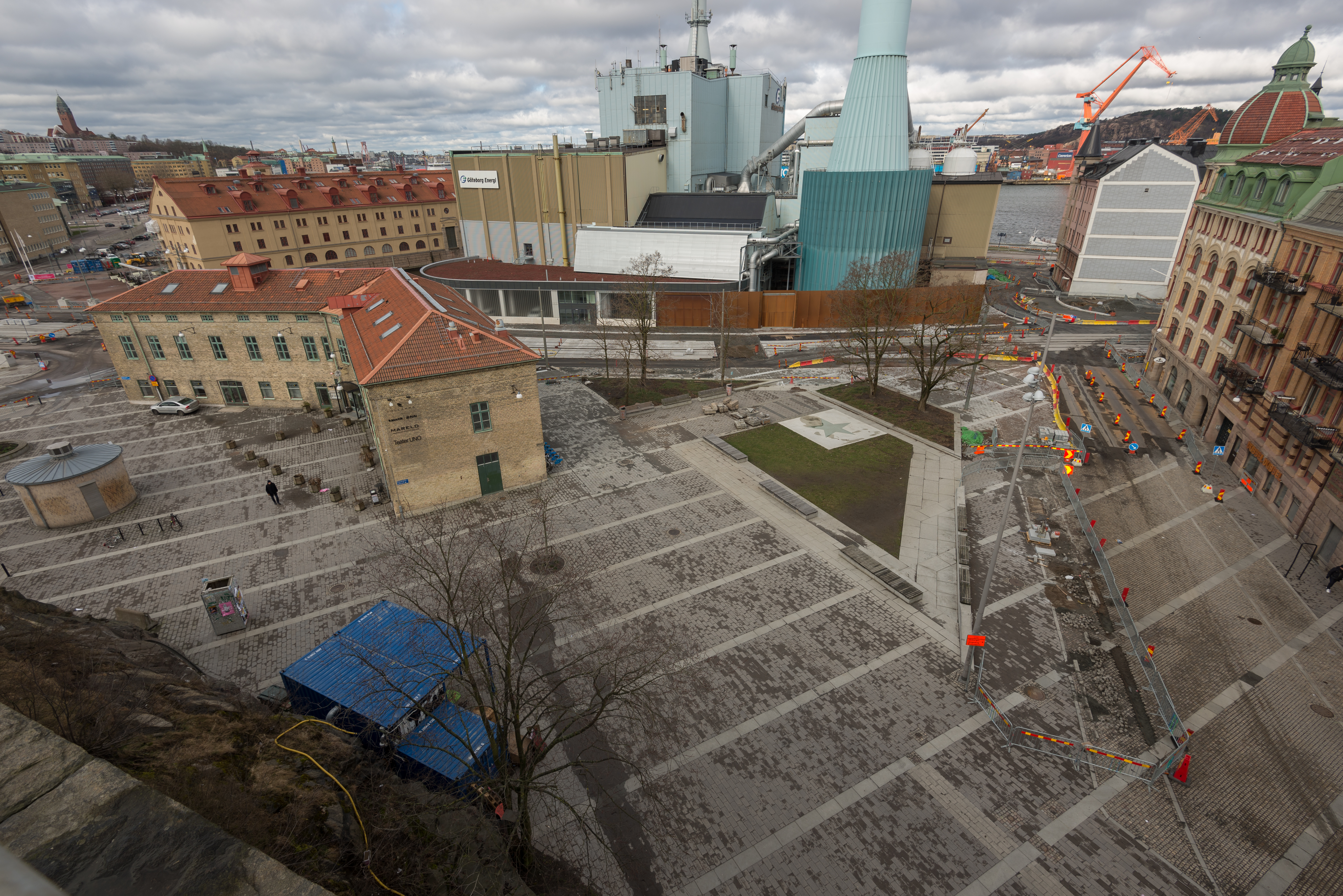
Esperantoplatsen från ovan.
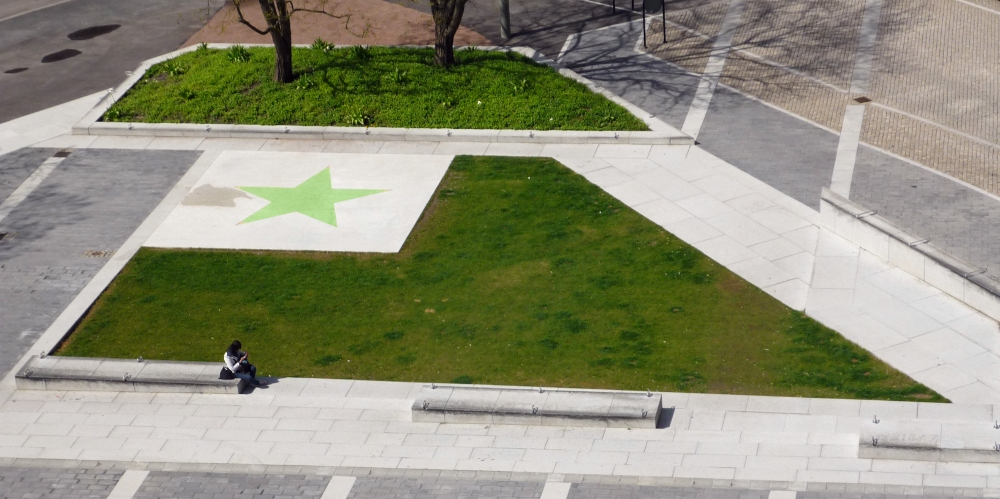
Esperantoflaggan på torget.
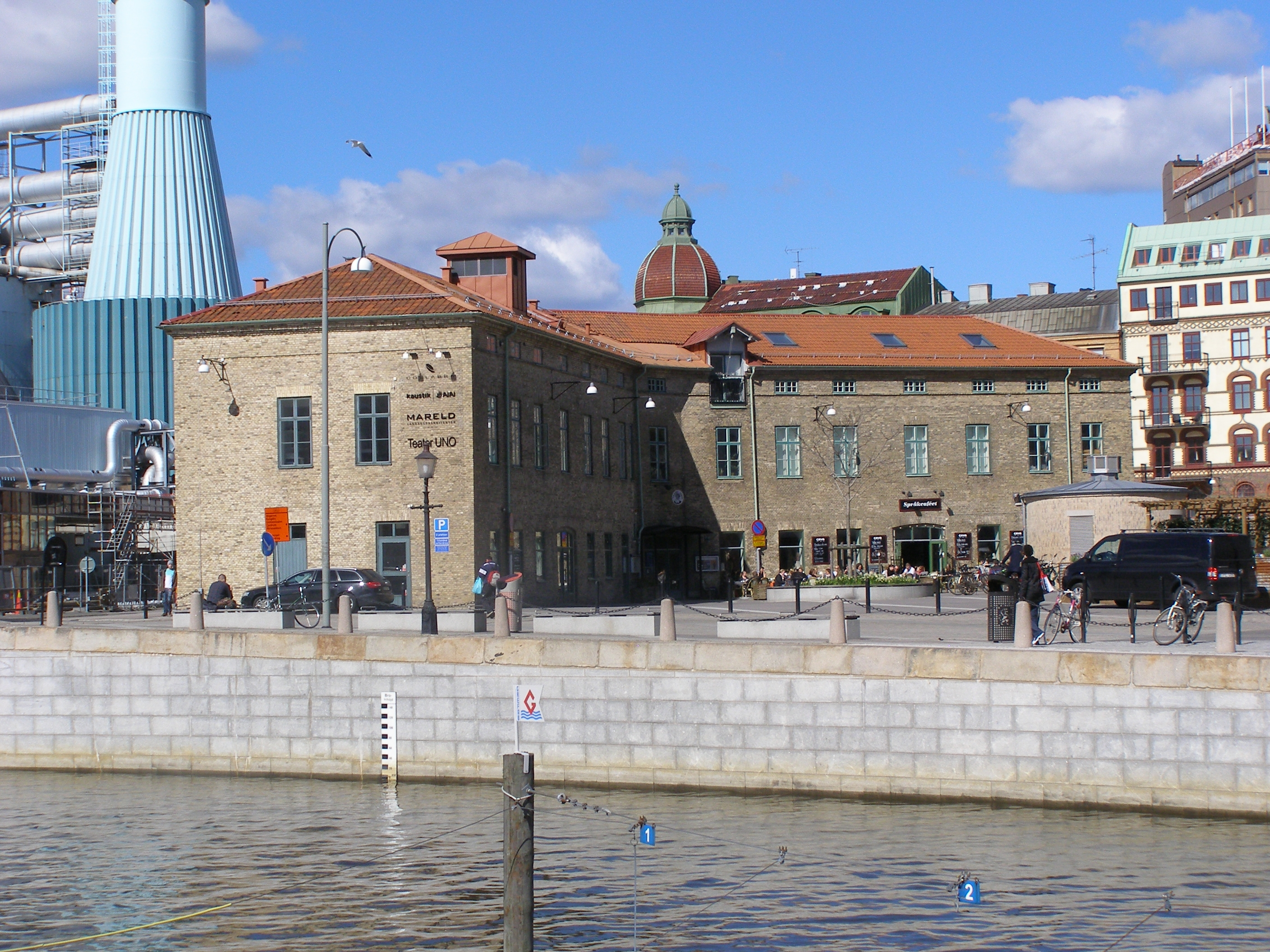
Byggnaden som inrymmer språkkaféet.